# Cesina Bermudes
Cesina Borges Adães Bermudes (Lissabon, 20 mei 1908 - Lissabon, 9 december 2001) was een Portugese gynaecologe die het concept van "de pijnloze bevalling" in Portugal introduceerde. Ze was ook een prominente feministe en een tegenstander van het autoritaire regime van de Estado Novo.

## Jeugd en opleiding
Cesina Bermudes werd geboren in Lissabon, Portugal, in de deelgemeente van Anjos. Haar vader, Félix Bermudes, was een auteur en toneelschrijver. Haar moeder, Cândida Emília Borges, was een goed opgeleide vrouw die Cesina Frans onderwees en haar voor het slapen gaan Griekse mythologie voorlas. Ze erfde het atletische vermogen van haar vader: ze was ooit zwemkampioen, ze nam deel aan schaats- en gymnastiekcompetities. Als wielrenster won ze de eerste twee wielerwedstrijden voor dames. Ze was een van de eerste vrouwen in Portugal die een rijbewijs haalde.
Na aanvankelijk een privéopleiding thuis te hebben genoten, ging Cesina Bermudes naar de elite middelbare school Escola Secundária de Camões. Aan het einde van haar middelbare schoolopleiding was ze het enige meisje in een klas, met 15 jongens. Ze studeerde in 1933 af aan de Faculteit Geneeskunde van de Universiteit van Lissabon en  specialiseerde zich in de gynaecologie.

## Verdere levensloop
Cesina Bermudes werkte als arts in het Centro de Assistência à Maternidade e Infância,  een innoverend gezondheidscentrum voor moeder- en kindzorg in Lissabon, dat gefunctioneerd heeft van 1939 tot 1949. Hierna werkte ze als universitair docent anatomie in een ziekenhuis in Lissabon. In 1947 werd ze de eerste vrouw die in Portugal promoveerde in de geneeskunde. De titel van haar proefschrift was Os Músculos Radiais Externos Estudados nos Portugueses de Condição Humilde (Het externe radiale spierstelsel in  de Portugese bevolking met een laag inkomen). Als gevolg van haar politieke activisme verbood de Estado Novo Bermudes een academische onderwijs carrière na te streven. Als gevolg hiervan gaf ze les aan een verpleegstersopleiding.
Haar politieke bewustzijn was gevormd in het begin van de jaren veertig en ze werd een voorstander van de oppositie tegen de Estado Novo. In 1945 sloot ze zich aan bij de Democratische Eenheidsbeweging (Movimento de Unidade Democrática), een semi-legale organisatie  die zich tegen de regering verzette. Bermudes steunde de kandidatuur van José Norton de Matos bij de Portugese presidentsverkiezingen van 1949. Op 14 oktober 1949 werd ze gearresteerd door de Portugese geheime politie (PIDE) omdat ze lid was van de Centrale Commissie van de Democratische Nationale Beweging voor Vrouwen. Ze werd gedurende drie maanden opgesloten in de beruchte gevangenis van Caxias.
In 1954 reisde Cesina Bermudes naar Parijs om de Lamaze-techniek naar de oprichter, de Franse verloskundige Fernand Lamaze. De techniek is bedoeld om het vertrouwen te vergroten van een moeder om gemakkelijker en met minder pijn te bevallen. Dit gebeurt door het geven van lessen die zwangere vrouwen helpen begrijpen hoe ze met pijn kunnen omgaan. Terug in Lissabon introduceerde ze deze technieken in Portugal. Sommige van haar ideeën werden destijds als bijna ketters beschouwd. Een pijnloze bevalling was nog steeds een ondenkbaar idee, vooral voor katholieken die vonden dat een vrouw zou moeten lijden in haar moederrol. Pas in 1956 hief paus Pius XII de katholieke veroordeling van een pijnloze bevalling op.
Bermudes werd al snel een zeer gerespecteerd figuur op medisch gebied. Ze publiceerde verschillende artikelen in medische tijdschriften waarvan 'Wetenschappelijke grondslagen voor een pijnloze bevalling' (Bases Científicas do Parto sem Dor) in 1955 en 'Opmerkingen over een pijnloze bevalling' (Notas Soltas sobre o Parto sem Dor) in 1957 de bekendste zijn. Na de verkiezingen van 1958, toen de Estado Novo weer aan de macht kwam, verdween ze uit de politiek. Ze ging medische hulp bieden aan zwangere vrouwen van de Portugese Communistische Partij (PCP), die gedwongen werden clandestien te leven. Doordat ze door de staat verboden werd om te werken in openbare ziekenhuizen, werkte ze in klinieken in Lissabon en Cascais die toegewijd waren aan het ondersteunen van alleenstaande moeders.
Net als haar vader was ze lid van de Theosophical Society van Portugal, waarvan ze een periode secretaris-generaal was. Ze geloofde in reïncarnatie en was vegetariër.

## Onderscheidingen
In 1989 ontving ze de Orde van de Vrijheid (Portugees: Ordem da Liberdade). Deze orde werd gecreëerd in 1976, na de Anjerrevolutie van 1974 toen de Estado Novo werd omvergeworpen.
Een straat in Lissabon is naar haar vernoemd: Rua Cesina Adães Bermudes.